# Avengers: The Initiative
Az Avengers: The Initiative egy a Marvel Comics által kiadott képregénysorozat, melynek első száma 2007 áprilisában jelent meg az Amerikai Egyesült Államokban. A képregény írója Dan Slott, rajzolója Stefano Caselli. A sorozat a Marvel szuperhőseit megosztó polgárháború után játszódik.

## A megjelenés története
A sorozat epilógusa (több más újonnan indított sorozatéhoz hasonlóan) a 2007 áprilisában megjelent Civil War: The Iniciative című egyrészes kiadványban szerepelt. Maga, a sorozat első száma szintén ugyanekkor jelent meg.
A képregényt eredetileg csupán egy hatrészes minisorozatnak tervezték, de ezt még az első szám megjelenése előtt módosították, így a képregény jelenleg a Marvel harmadik, az Avengers cím alatt futó sorozata a New Avengers és a Mighty Avengers után.

## A Cselekmény háttere

### A Kezdeményezés
A Vasember által kidolgozott, az Egyesült Államok 50 államára kiterjedő Kezdeményezés lényege, hogy minden államnak saját, regisztrált hősökből álló, a kormány felügyelete alatt működő szuperhőscsapata legyen. A Leendő „hősöknek” először egy kiképzésen kell keresztülmenniük, mely magában foglalja a képességeik biztonságos használatának elsajátítását, katonai és elsősegély nyújtási ismereteket.
Az Avengers: The Initiative két alternatív borítóval megjelent elő számán összesen 142 szereplő látható a borítókon, mint a Kezdeményezés tagjai.

### Hivatalos szuperhőscsapatok
| - Kalifornia – a Rend - Colorado – a Mennydörgők - Illinois – az Űrlovagok - Iowa – Erőművek | - New York – a Hatalmas Bosszú Angyalai - Texas – a Rangerek - Washington – Föld-Erő - Wisconsin – Nagy Tavak Kezdeményezés |